# Unité catholique de l'Espagne
L’unité catholique de l’Espagne est un principe juridique affirmant que le catholicisme est la religion d'État en Espagne et celle de ses habitants à l’exclusion de toute autre.
Selon ses défenseurs, l’origine de ce principe remonte au IIIe concile de Tolède de 589, où le roi wisigoth Récarède Ier abjure de l’arianisme pour se convertir au christianisme.